# Jaume Dulsat i Arañó
Jaume Dulsat i Arañó (Canet de Mar, Maresme, 9 d'octubre del 1928 – Arenys de Mar, Maresme, 15 de maig del 1983) va ser instrumentista de tenora i compositor sardanista català.

## Biografia
Formava part de l'Orquesta Azul de Canet de Mar, i va contribuir a fundar la cobla Els Blaus (1946-57), on tocà la tenora. Més endavant tocà en el conjunt Simpatía i en la temporada 1969-1970 ingressà a la mataronina cobla Costa Daurada, on s'estigué catorze temporades, fins a la mort.
L'any 1984 s'estrenà la sardana Complanta que li dedicà el compositor Carles Santiago. L'any 2006, la cobla Montgrins gravà la seva sardana A Ferran i Laia en el CD Regust arenyenc.

## Obres
- A Ferran i Laia (1980), sardana
- A Gerard i Ester (1980), sardana